# Zamek w Lübbenau
Zamek w Lübbenau – zamek zlokalizowany w Lübbenau/Spreewald (dolnołuż. Lubnjow), na terenie Brandenburgii (Niemcy).
Zamek w stylu klasycystycznym wzniósł graf Rochus zu Lynar, duński dyplomata, po wojnach napoleońskich (1817-1839), na miejscu wcześniejszych wałów, które były pozostałością po pierwotnym założeniu obronnym, wywodzącym się jeszcze z czasów słowiańskich (IX-X wiek), a przebudowanym w 1301 (Castrum Lubbenowe). Do nacjonalizacji w 1945 (powołano tu szkołę) do rodziny Lynar należało wiele okolicznych dóbr. Po upadku NRD ród odzyskał obiekt i obecnie funkcjonuje tu hotel. 
Oprócz zamku na założenie składa się rozległy park ze stawem, oranżeria i inne zabudowania gospodarcze. W jednym z barokowych budynków znajduje się Spreewaldmuseum (Muzeum spreewaldzkie) z ekspozycją regionalną. Obok zamku przebiega Szlak ogórkowy.